# Calantica pusilla
Calantica pusilla is een rankpootkreeftensoort uit de familie van de Calanticidae. De wetenschappelijke naam van de soort is voor het eerst geldig gepubliceerd in 1970 door Utinomi.